# Tranzscheliaceae

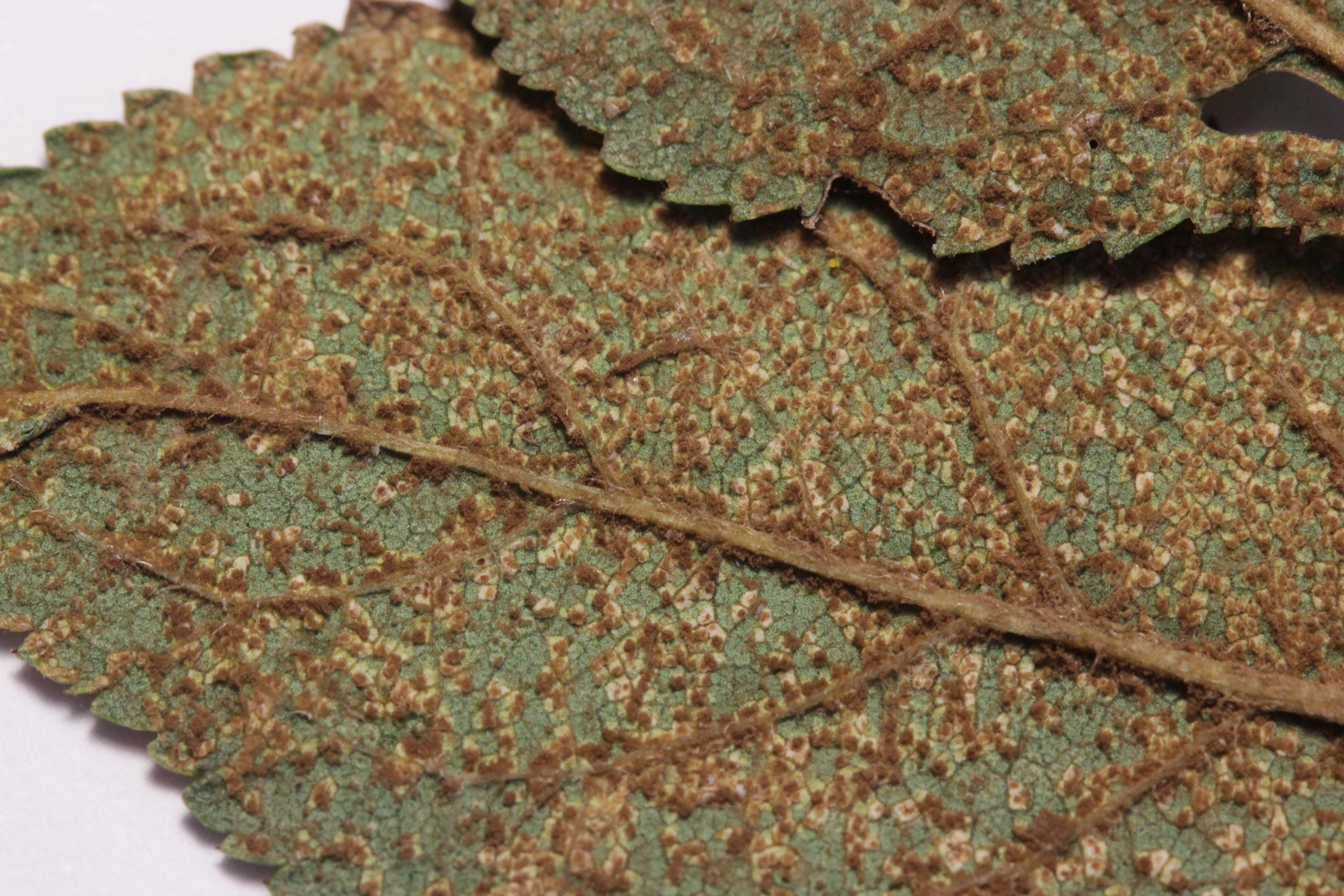
Uredinia Tranzschelia na liściu śliwy tarniny

Tranzscheliaceae Aime & McTaggart – rodzina grzybów z rzędu rdzowców (Pucciniales). Takson monotypowy.

## Systematyka i nazewnictwo
Pozycja w klasyfikacji według Index Fungorum: Pucciniales, Incertae sedis, Pucciniomycetes, Pucciniomycotina, Basidiomycota, Fungi.
W 1906 r. Joseph Charles Arthur utworzył rodzaj Tranzschelia zaliczając go do rodziny rdzowatych (Pucciniaceae). W 2020 r. Mary Catherine Aime i Alistair Ross Taggart przenieśli go do rodziny Tranzscheliaceae. Jest jedynym rodzajem tej rodziny.

## Charakterystyka
Grzyby pasożytnicze będące pasożytami jednodomowymi lub dwudomowymi roślin. U gatunków dwudomowych spermogonia i ecja tworzą się na roślinach z rodziny jaskrowatych (Ranunculaceae), uredinia i telia na roślinach z rodziny różowatych (Rosaceae).
Spermogonia stożkowate, bez peryfiz, tworzące się pod kutykulą rośliny żywicielskiej. Ecja powstają pod skórką, o ścianach pękających na kilka dużych płatów. Ecjospory brodawkowate. Uredinia powstające pod skórką, w stanie dojrzałym nagie, z głoówkowatymi urofizami. Urediniospory kolczaste z równikowo ułożonymi porami. Telia powstają pod epidermą. Teliospory powstają na trzonkach pojedynczo, są dwukomórkowe z poprzeczną przegrodą, łatwo rozpadające się, o brunatnych ścianach z gęstymi wyraźnymi brodawkami lub kolcami. Mają w każdej komórce po jednej porze rostkowej.
W Polsce występują dwa gatunki. Dwudomowa Tranzschelia pruni-spinosae wywołuje rdzę śliwy, jednodomowa Tranzschelia anemones poraża zawilce (Anemones) i sasanki (Pulsatilla).
Gatunki występujące w Polsce:
- Tranzschelia anemones (Pers.) Nannf. 1939
- Tranzschelia pruni-spinosae (Pers.) Dietel 1922

Nazwy naukowe na podstawie Index Fungorum. Wykaz gatunków według. W. Mułłenki i in..